# Krytyczna terapia
Krytyczna terapia (tytuł oryg. Extreme Measures) – amerykański thriller filmowy z 1996 roku, powstały na podstawie powieści Michaela Palmera.

## Obsada
- Hugh Grant jako dr Guy Luthan
- Gene Hackman jako dr Lawrence Myrick
- Sarah Jessica Parker jako Jodie Trammel
- David Morse jako Frank Hare
- Bill Nunn jako Burke
- Debra Monk jako dr Judith Gruszynski